# Roun Zieverink
Roun Zieverink (* 17. Februar 1987 in Lochem) ist ein niederländischer musikalischer Leiter, Komponist, Arrangeur, Korrepetitor und Pianist.

## Werdegang
Zieverink ist seit 2004 als professioneller Musiker aktiv und hat sich in dieser Zeit vor allem auf das Genre Musiktheater spezialisiert. Zieverink spricht sowohl fließend Deutsch als auch Englisch und Niederländisch und ist deshalb in verschiedenen Ländern der EU tätig.
Von 2006 bis 2008 studierte er Komposition am ArtEZ Conservatorium in Enschede und von 2008 bis 2011 Orchesterdirigieren an der Kunstfachhochschule Codarts in Rotterdam, Niederlande.
Seit 2011 ist er Music Supervisor bei AIDA-Entertainment. Davor war er unter anderem als Pianist und Repetitor bei Stage Entertainment und als musikalischer Leiter bei Rick Engelkes Producties und Music Art Musical Productions tätig.
Seit 2016 ist er Organisator und Pianist des Open Piano in Hamburg. Dort können Sänger ihre Noten mitbringen, den Pianisten diese vorlegen und ihre gewünschten Lieder oder Eigenkompositionen in Begleitung am Piano singen.
Zudem war er 2021 Preisträger des Sonderpreises der Jury des Deutschen Musical Preises.

## Belege
1. 1 2  Roun Zieverink THEAPOLIS. Abgerufen am 7. Dezember 2017.
2. ↑  Roun Zieverink Spielbudenplatz Hamburg St. Pauli. Abgerufen am 7. Dezember 2017.
3. ↑   Roun Zieverink - Sonderpreis der Deutschen Musicalakademie

| Personendaten    | Personendaten                                                                         |
| ---------------- | ------------------------------------------------------------------------------------- |
| NAME             | Zieverink, Roun                                                                       |
| KURZBESCHREIBUNG | niederländischer musikalischer Leiter, Komponist, Arrangeur, Korrepetitor und Pianist |
| GEBURTSDATUM     | 17. Februar 1987                                                                      |
| GEBURTSORT       | Lochem                                                                                |